# Вторинний еталон
Вторинний еталон (англ. secondary measurement standard) — еталон, відкалібрований за первинним еталоном для величини того самого роду.
Калібрування вторинного еталона за первинним з приписуванням йому значення величини може проводитись безпосередньо або включати проміжну вимірювальну систему.
Вторинному еталону може бути наданий статус національного еталону, якщо відповідний первинний еталон в країні відсутній.

## Класифікація вторинних еталонів
За функціональним призначенням серед вторинних еталонів розрізняють:
1. Еталони-свідки, призначені для перевірки збережуваності національного еталона та його заміни в разі псування або втрати;
2. Еталони-порівняння, що використовуються для звірення еталонів, якщо безпосереднє звірення з тих чи інших причин неможливе;
3. Еталони-копії, призначені для передачі інформації про розмір одиниці робочим еталонам. Вони не обов'язково є фізичною копією первинного еталону. Їх призначення — розвантаження первинного еталону.

Іноді до вторинних еталонів відносять і робочі еталони, що неправильно, оскільки розмір одиниці вимірювання вони, за деякими винятками, отримують від вторинних чи вихідних еталонів, а не первинних еталонів.